# Baran (Biélorussie)
Pour les articles homonymes, voir Baran.
Baran (en biélorusse : Барань, alphabet łacinka : Baran' ; en russe : Барань ; en polonais : Barań) est une ville de la voblast de Vitebsk, en Biélorussie. Sa population s'élevait à 11 221 habitants en 2017.

## Géographie
Baran est située à 7 km au sud-ouest d'Orcha, à 71 km au sud de Vitebsk, la capitale administrative de la voblast, et à 191 km au nord-est de Minsk, la capitale de la Biélorussie.

## Histoire
La première mention du village de Baran remonte à l'année 1518.
Pendant la Seconde Guerre mondiale, Baran fut occupée par l'Allemagne nazie du 16 juillet 1941 au 27 juin 1944. En septembre 1941, les 50 Juifs présents dans la localité furent parqués dans un ghetto et soumis au travail forcé. Le 8 avril 1942, ils furent escortés par des soldats allemands et des policiers biélorusses jusqu'à une fosse fraîchement creusée à la périphérie du village et tués dans le cadre de la Shoah par balles.
Baran a le statut de ville depuis 1972.

## Population
Recensements (*) ou estimations de la population :
| 1900 | 1926* | 1959* | 1970*  | 1979* | 1989*  |
| ---- | ----- | ----- | ------ | ----- | ------ |
| 277  | 882   | 6 550 | 10 342 | 9 866 | 13 556 |

| 1999*  | 2009*  | 2014   | 2015   | 2016   | 2017   |
| ------ | ------ | ------ | ------ | ------ | ------ |
| 12 500 | 11 662 | 11 449 | 11 466 | 11 343 | 11 221 |